# منفي
منفي (بالإيطالية: Menfi)‏ هي بلدية في مقاطعة أغريجنتو في صقلية الإيطالية.

## السكان
في سنة 1861 بلغ عدد السكان 9٬982 نسمة، وتطور العدد ليصل في سنة 2011 لـ 12٬711 نسمة.
يظهر هذا المخطط البياني تطور النمو السكاني لـ منفي

## توأمة
لمنفي اتفاقيات توأمة مع كل من:
- كانيلي
- تشيفيلكوي
- إيتلينغن
- المغرب

## أعلام
- سالفاتوري بوتشيو